# II. Arhalba
II. Arhalba Ugarit királya volt i. e. 1315 és 1313 között. Datálása viszonylag pontos, mind a hettita királylista alapján (II. Murszilisz 7-9. uralkodási éve), mind az egyiptomi uralkodólista alapján (Horemheb 16-18. uralkodási éve) kronologizálható.
Arhalba rendezett helyzetben vette át a trónt apjától. I. Szuppiluliumasz szíriai hadjáratai nagy kiterjedésű hettita térnyeréshez vezettek, és Níkmaddu szerződésben rögzített félvazallusi viszonyba került, ezzel azonban egyben védelmet is kapott szomszédai, mindenekelőtt Amurruval szemben. Arhalba viszont fellázadt a hettita függés ellen.
II. Murszilisz gyorsan leverte a lázadást, és Ugarit trónjára Arhalba öccsét, VI. Níkmepát ültette. Arhalba további sorsa ismeretlen.